# Titanosaurus blanfordi
Titanosaurus blanfordi es una especie dudosa del género extinto Titanosaurus  de dinosaurio saurópodo titanosauriano, que vivió a finales del período Cretácico hace aproximadamente 70 millones de años, en el Maastrichtiense, en lo que es hoy el Subcontinente indio. Entre 1860 y 1870, el geólogo William Thomas Blanford había encontrado dos vértebras caudales medias de saurópodos cerca de Pisdura, una vértebra, GSI 2195, se convirtió en el espécimen tipo. En 1879, Lydekker los nombró como una segunda especie de Titanosaurus , T. Blanfordi, que de acuerdo con las reglas actuales debería escribirse como Titanosaurus blanfordi. De los dos fósiles, que componen el espécimen GSI IM K27/501, la segunda vértebra más pequeña fue dividida por von Huene en 1929 y asignada a Titanosaurus araukanicus, ahora Laplatasaurus. Upchurch & Wilson concluyeron en su revisión de 2003 que esta asignación no tenía fundamento, aunque de hecho no hay evidencia más allá de su origen de que las dos vértebras tengan algo que ver entre sí. La gran vértebra, fuertemente procoelosa, convexa en el frente, se distingue por una sección transversal cuadrada, la falta de un canal en la parte inferior y proporciones alargadas. Estas características también se encuentran en otros titanosáuridos, aunque no se encuentran en la India, este último, sin embargo, fue razón suficiente para que Upchurch & Wilson no hablaran de un nomen dubium. Las vértebras del holotipo de T. blanfordi también desaparecieron durante años y fueron redescubiertas en 2012 por Dhananjay Mohabey y Subhasis Sen en el mismo lugar que el holotipo de T. indicus.